# Artemas Diamandis
Artemas Diamandis (gr. Αρτέμας Διαμαντής; ur. 23 września 1999) – brytyjski piosenkarz, autor tekstów, kompozytor i producent muzyczny pochodzenia grecko-cypryjskiego.

## Życiorys
Pochodzi z Oxfordshire. Zaczął tworzyć muzykę w wieku 16 lat, a już rok później grano ją w lokalnych stacjach radiowych. W 2020 wydał debiutancki singiel „High 4 U”, a w 2022 – mixtape pt. I’m Sorry I’m Like This. Mieszka i prowadzi swoją działalność artystyczną w Londynie, dokąd przybył w celu rozwoju kariery.
W październiku 2023 wydał utwór „If U Think I'm Pretty”, który osiągnął komercyjny sukces, docierając m.in. do 39. miejsca na oficjalnej brytyjskiej liście sprzedaży i 59. miejsca na OLiS – oficjalnej liście airplay w Polsce. W marcu 2024 wydał singiel „I Like the Way You Kiss Me”, z którym dotarł do pierwszego miejsca na listach sprzedaży w 15 krajach, w tym m.in. w Austrii, Niemczech, Polsce i Szwecji, oraz zajął 23. miejsce w zestawieniu Billboard Hot 100; utwór stał się viralem w serwisie TikTok. W drugiej połowie 2024 odbył międzynarodową trasę koncertową You're Really Early… The Tour.

## Kontrowersje
W kwietniu 2024 anonimowa kobieta, podająca się za byłą partnerkę Diamandisa, zarzuciła mu znęcanie się nad nią i uzależnienie jej od narkotyków oraz stwierdziła, że wykorzystał on jej wokal w „I Like the Way You Kiss Me” bez zezwolenia. Artysta w odpowiedzi na zarzuty uznał oskarżenia za „bezpodstawne” i stwierdził, że to on jest prześladowany przez kobietę, która „próbuje za wszelką cenę zrujnować mu życie”.

## Dyskografia

### Mixtape’y
| Rok  | Dane dot. mixtape’u                                                                                                |
| ---- | --- |
| 2022 | Im Sorry I'm Like This - Wydany: 6 maja 2022 - Wytwórnia: wydanie niezależne - Format: Digital download, streaming |
| 2024 | Pretty - Wydany: 9 lutego 2024 - Wytwórnia: wydanie niezależne - Format: Digital download, streaming               |
| 2024 | Yustyna - Wydany: 11 lipca 2024 - Wytwórnia: wydanie niezależne - Format: Digital download, streaming              |

### Single
| Rok                                                      | Tytuł                                   | Najwyższa pozycja na liście | Najwyższa pozycja na liście | Najwyższa pozycja na liście | Najwyższa pozycja na liście | Najwyższa pozycja na liście | Najwyższa pozycja na liście | Najwyższa pozycja na liście | Najwyższa pozycja na liście | Najwyższa pozycja na liście | Najwyższa pozycja na liście | Certyfikaty             | Album                  |
| Rok                                                      | Tytuł                                   | UK                          | AUS                         | AUT                         | CAN                         | GER                         | POL                         | SWI                         | SWE                         | US                          | WW                          | Certyfikaty             | Album                  |
| -------------------------------------------------------- | --------------------------------------- | --------------------------- | --------------------------- | --------------------------- | --------------------------- | --------------------------- | --------------------------- | --------------------------- | --------------------------- | --------------------------- | --------------------------- | ----------------------- | ---------------------- |
| 2020                                                     | „High 4 U”                              | –                           | –                           | –                           | –                           | –                           | –                           | –                           | –                           | –                           | –                           |                         | –                      |
| 2021                                                     | „Sunny”                                 | –                           | –                           | –                           | –                           | –                           | –                           | –                           | –                           | –                           | –                           |                         | –                      |
| 2021                                                     | „Misunderstood”                         | –                           | –                           | –                           | –                           | –                           | –                           | –                           | –                           | –                           | –                           |                         | –                      |
| 2021                                                     | „Real Life”                             | –                           | –                           | –                           | –                           | –                           | –                           | –                           | –                           | –                           | –                           |                         | Im Sorry I'm Like This |
| 2021                                                     | „I'm Trynna Tell U That I Love U”       | –                           | –                           | –                           | –                           | –                           | –                           | –                           | –                           | –                           | –                           |                         | Im Sorry I'm Like This |
| 2022                                                     | „Favourite”                             | –                           | –                           | –                           | –                           | –                           | –                           | –                           | –                           | –                           | –                           |                         | Im Sorry I'm Like This |
| 2022                                                     | „I'm Sorry”                             | –                           | –                           | –                           | –                           | –                           | –                           | –                           | –                           | –                           | –                           |                         | Im Sorry I'm Like This |
| 2022                                                     | „Waiting for It All to Go Wrong”        | –                           | –                           | –                           | –                           | –                           | –                           | –                           | –                           | –                           | –                           |                         | Im Sorry I'm Like This |
| 2022                                                     | „My Love, I Feel So Low”                | –                           | –                           | –                           | –                           | –                           | –                           | –                           | –                           | –                           | –                           |                         | –                      |
| 2022                                                     | „Me n My Girl”                          | –                           | –                           | –                           | –                           | –                           | –                           | –                           | –                           | –                           | –                           |                         | –                      |
| 2022                                                     | „Mi amor”                               | –                           | –                           | –                           | –                           | –                           | –                           | –                           | –                           | –                           | –                           |                         | –                      |
| 2023                                                     | „I'll Make You Miss Me”                 | –                           | –                           | –                           | –                           | –                           | –                           | –                           | –                           | –                           | –                           |                         | –                      |
| 2023                                                     | „Cross My Heart”                        | –                           | –                           | –                           | –                           | –                           | –                           | –                           | –                           | –                           | –                           |                         | Pretty                 |
| 2023                                                     | „If U Think I'm Pretty”                 | 39                          | 30                          | 42                          | 74                          | 94                          | 59                          | 92                          | –                           | –                           | 113                         | - POL: platynowa płyta  | Pretty                 |
| 2023                                                     | „Just Want U to Feel Something”         | –                           | –                           | –                           | –                           | –                           | –                           | –                           | –                           | –                           | –                           |                         | Pretty                 |
| 2024                                                     | „Ur Special to Me”                      | –                           | –                           | –                           | –                           | –                           | –                           | –                           | –                           | –                           | –                           |                         | Pretty                 |
| 2024                                                     | „I Like the Way You Kiss Me”            | 3                           | 3                           | 1                           | 6                           | 1                           | 1                           | 1                           | 1                           | 12                          | 12                          | - POL: diamentowa płyta | Yustyna                |
| 2024                                                     | „Dirty Little Secret”                   | –                           | –                           | –                           | –                           | –                           | –                           | –                           | –                           | –                           | –                           |                         | Yustyna                |
| 2024                                                     | „How Could U Love Somebody Like Me”     | –                           | –                           | –                           | –                           | –                           | –                           | –                           | –                           | –                           | –                           |                         | –                      |
| 2024                                                     | „Fancy”/„X Videos”                      | –                           | –                           | –                           | –                           | –                           | –                           | –                           | –                           | –                           | –                           |                         | –                      |
| 2025                                                     | „Southbound”/„Test Drive”               | –                           | –                           | –                           | –                           | –                           | –                           | –                           | –                           | –                           | –                           |                         | –                      |
| 2025                                                     | „I Guess U Never Really Cared About Me” | –                           | –                           | –                           | –                           | –                           | –                           | –                           | –                           | –                           | –                           |                         | –                      |
| 2025                                                     | „Brain” (oraz Diplo)                    | –                           | –                           | –                           | –                           | –                           | –                           | –                           | –                           | –                           | –                           |                         | –                      |
| „–” oznacza, że singel nie był notowany na danej liście. |                                         |                             |                             |                             |                             |                             |                             |                             |                             |                             |                             |                         |                        |

#### Z gościnnym udziałem
| Rok  | Tytuł                                              | Album     |
| ---- | -------------------------------------------------- | --------- |
| 2024 | „Mustang Baby” (Nessa Barrett, gościnnie: Artemas) | Aftercare |